# Život nebo něco takového
Život nebo něco takového (v anglickém originále Life or Something Like It) je americká filmová komedie z roku 2002. Režisérem filmu je Stephen Herek. Hlavní role ve filmu ztvárnili Angelina Jolie, Edward Burns, Tony Shalhoub, Christian Kane a James Gammon.

## Obsazení
| Angelina Jolie    | Lanie Kerrigan  |
| Edward Burns      | Pete Scanlon    |
| Tony Shalhoub     | Prophet Jack    |
| Christian Kane    | Cal Cooper      |
| James Gammon      | Pat Kerrigan    |
| Melissa Errico    | Andrea          |
| Stockard Channing | Deborah Connors |
| Gregory Itzin     | Dennis          |